# Elie Wu
Elie Wu (* 26. Januar 1983) ist eine US-amerikanische Badmintonspielerin. 

## Karriere
Elie Wu wurde 2000 erstmals US-amerikanische Meisterin. Ein weiterer Titelgewinn folgte 2002. 2001 nahm sie an den Badminton-Weltmeisterschaften teil. Im gleichen Jahr siegte sie zum ersten Mal bei den Boston Open.

## Sportliche Erfolge
| Saison | Veranstaltung              | Disziplin   | Platz | Name                |
| ------ | -------------------------- | ----------- | ----- | ------------------- |
| 2000   | USA: Einzelmeisterschaften | Damendoppel | 1     | Janis Tan / Elie Wu |
| 2000   | Boston Open                | Dameneinzel | 1     | Elie Wu             |
| 2001   | Weltmeisterschaft          | Damendoppel | 33    | Janis Tan / Elie Wu |
| 2001   | Boston Open                | Damendoppel | 1     | Janis Tan / Elie Wu |
| 2002   | USA: Einzelmeisterschaften | Damendoppel | 1     | Janis Tan / Elie Wu |
| 2002   | Boston Open                | Dameneinzel | 1     | Elie Wu             |
| 2002   | Boston Open                | Damendoppel | 1     | Janis Tan / Elie Wu |